# Maleš
Maleš (deutsch Mohlischen / Molischen, dialektal auch „Ohleschn“) ist eine Wüstung auf dem Truppenübungsplatz Hradiště im Okres Karlovy Vary.

## Geographie
Maleš befand sich in 565 m n.m. am Oberlauf des Baches Malešský potok bzw. Žebletínský potok am Südabfall der Liesener Platte (Rohozecká vrchovina) im Duppauer Gebirge. Nordwestlich erhebt sich die Lesná (Liesen, 812 m n.m.), im Osten der Kloboukový vrch (Hutberg, 653 m n.m.) und südwestlich der Malešský kopec (589 m n.m.).
Nachbarorte waren Ostré (Westrum) im Norden, Jindřichov (Heinersdorf) im Nordosten, Kojetín (Kojetitz) und Ratiboř (Rodbern) im Osten, Růžová (Rosengarten) und Obrovice (Wobern) im Südosten, Žebletín (Sebeltitz) und Hluboká (Tiefenbach) im Süden, Žďár (Saar) im Südwesten, Nový Dvůr (Neuhof) und Třídomí (Dreihäuser) im Westen sowie Litoltov (Liesen) im Nordwesten.

## Geschichte
Die Mohlischer Burg stand auf dem Hutberg nordöstlich des Dorfes und lag wohl an dem Handelsweg zwischen Prag und Eger. Das erste Mal wurde Mohlischen wohl als „Bluwaschowe“ im Jahr 1196. Seine Zugehörigkeit zur Herrschaft Saar ist erst seit dem 16. Jahrhundert bezeugt. 1874 lösten sich Sebeltitz, Tiefenbach und Mohlischen aus der 1850 gegründeten Gemeinde Saar und gründeten eine eigene Gemeinde. Mohlischen blieb allerdings bei der Pfarrei und dem Postbezirk Saar.
Mohlischen hatte stark mit den Auswirkungen der Industrialisierung zu kämpfen. Aufgrund der kargen Böden wanderten viele Bewohner ab. Von 142 Bewohnern im Jahr 1847 blieben noch 90 im Jahr 1930. 1945/46 wurden alle Bewohner vertrieben. 1954 wurden auch die zwischenzeitlich Zugezogenen ausgesiedelt, da der Truppenübungsplatz Hradiště errichtet wurde. Der restliche Gebäudebestand wurde vollständig zerstört bzw. abgetragen.